# Castilla-La Mancha Fútbol Sala
El Castilla-La Mancha Fútbol Sala, también conocido a lo largo de su historia como Caja Toledo, Caja Castilla-La Mancha y CLM Talavera, fue un equipo de fútbol sala español que estaba situado desde su fundación en Toledo, y desde 1996 hasta su desaparición en Talavera de la Reina (Castilla-La Mancha).
El club ha sido el más laureado del fútbol sala en su región, llegando a ganar la División de Honor en dos ocasiones (1992 y 1997), y permaneció en la Liga Nacional de Fútbol Sala desde la creación del campeonato hasta la desaparición del club. CLM Talavera dejó de existir en la temporada 1999-2000 cuando su máximo accionista, Vicente Nieto, vendió la plaza en la Liga al Azkar Lugo FS.

## Historia

### Estancia en Toledo
Oficialmente, el equipo de fútbol sala nace en 1984 y comienza a disputar diversos campeonatos nacionales con jugadores como Javier Lozano, hasta que en 1989 pasa a ser uno de los primeros clubes presentes en la División de Honor de la recién creada Liga Nacional de Fútbol Sala. Bajo el nombre de Caja Toledo se convierte en uno de los principales 'pesos pesados' de la competición, y tras vencer la Copa de España en 1991, en la temporada 1991-92 logra su primer título de Liga.
Después de que Caja Toledo se fusionase con otras entidades de la región, el equipo pasa a llamarse por razones de patrocinio Caja Castilla-La Mancha Fútbol Sala. Durante los siguientes años consigue su primer título internacional, la Copa Ibérica, y queda subcampeón de Liga hasta en tres ocasiones (1993, 1994 y 1996). Durante todo este tiempo, estuvo entrenado por Jesús Velasco.

### Estancia en Talavera de la Reina
En 1995 pasa a llamarse durante un breve periodo de tiempo Toledart y un año después el club se traslada hasta la cercana ciudad de Talavera de la Reina, cambiando su nombre por el de Castilla-La Mancha Talavera. En su primera temporada en el nuevo emplazamiento, CLM Talavera gana la Supercopa de España y gana su segunda Liga, tras vencer a Playas de Castellón en la gran final.
La siguiente temporada 1997-98 sería una de las más exitosas para el equipo, que ganó el Campeonato de Europa de Clubes al Dina de Moscú, y llega hasta la final de Copa y Liga. Hasta finales de la década, el Talavera continúa funcionando como uno de los dominadores de la Liga, y en su última temporada en la élite pierde la final de Liga y Copa ante Playas de Castellón y Caja Segovia FS respectivamente.
En 2000, el equipo desaparece. Su propietario y máximo accionista, Vicente Nieto Gamero, pidió al ayuntamiento de Talavera una subvención de 100 millones de pesetas, en lugar de los 50 millones que percibía en esos momentos. Al negarse el consistorio, el equipo no afrontó los costes de inscripción y el propietario vendió su plaza en División de Honor al Café Candelas de Lugo.
El Talavera Fútbol Sala se quedó con la estructura del equipo desaparecido y se mantiene como principal club de fútbol sala de la provincia de Toledo.
En la temporada 2009/2010 el OID Talavera ascendió a la División de Honor.

## Palmarés
- Primera División de fútbol sala (2): 1991-92, 1996-97.

Subcampeón en 1992-93, 1993-94, 1995-96, 1997-98 y 1999-00.
- Copa de España de fútbol sala (1): 1991.

Subcampeón en 1993, 1995, 1998 y 2000.
- Supercopa de España de fútbol sala (1): 1997.

Subcampeón en 1991, 1992.
- Campeonato de Europa de Clubes de fútbol sala (1): 1997-98.
- Copa Ibérica de Fútbol Sala (1): 1993.